# Notre Dame Bay
Die Notre Dame Bay (französische: la baie Notre-Dame) ist eine Meeresbucht im Norden der Insel Neufundland in Kanada. Sie wird im Osten durch den auf einer Halbinsel gelegenen kleineren Ort LaScie und im Westen durch die Insel Fogo begrenzt. Die Bucht öffnet sich nach Nordosten zum Atlantischen Ozean. Die Küste ist rau und zerklüftet, sie enthält viele kleine Buchten und es gibt zahlreiche Inseln. Zu den größeren Inseln gehören die Twillingate Islands und die New World Island. Es gibt mehrere kleine Fischerorte, regionale Bedeutung haben Lewisporte und Twillingate.

## Geschichte
Vor den europäischen Siedlern lebte in der Region das indianische Volk der Beothuk. Um 1810 hat der schottische Seefahrer David Buchan die Gegend in Besitz genommen. Der Name der Bucht geht zurück auf europäische Hochseefischer, vermutlich aus Portugal.

## Tierwelt
Die Bucht wird alljährlich von Lachsfischen bevölkert, die aus dem Atlantik kommen und zu ihren Laichplätzen in den Fluss Exploits River wandern. Es wird berichtet, dass auch Walbeobachtung möglich sind.